# アレクサンダー・マックイーン (サッカー選手)
アレクサンダー・マックイーン（Alexander McQueen , 1995年3月24日 - ）は、イングランド・ロンドン出身のサッカー選手。グレナダ代表。

## 代表歴
2017年11月にグレナダ代表に初招集された。同年11月12日のトリニダード・トバゴ代表戦で初キャップ。